# Giovanni da Parma (X secolo)
San Giovanni da Parma (Parma, secondo decennio del X secolo – Parma, 22 maggio 990 circa) è stato un religioso italiano.

## Biografia
Giovanni nacque a Parma presumibilmente nel secondo decennio del X secolo; benché le fonti secondo cui sarebbe stato figlio del nobile Gerardo da Correggio siano considerate poco attendibili da numerosi storici, tra i quali Ireneo Affò, appare quasi certa la sua appartenenza a una casata aristocratica.
Ancora giovane fu affidato dalla famiglia al Capitolo della Cattedrale di Parma, di cui divenne canonico. Negli anni seguenti si recò più volte in pellegrinaggio in Terrasanta e, durante il suo sesto viaggio a Gerusalemme, vestì l'abito monastico.
Intorno al 980 il vescovo di Parma Sigifredo II fondò sul luogo dell'antico oratorio di San Colombano il monastero benedettino di San Giovanni Evangelista e, in un anno compreso tra il 981 e il 987, ne nominò primo abate il canonico Giovanni, di ritorno dall'ultimo pellegrinaggio.
In tale veste, Giovanni promosse molti dei precetti di osservanza della disciplina monastica sostenuti dall'abate Maiolo di Cluny, che forse incontrò a Ravenna durante un concilio provinciale; in particolare, stabilì la libera elezione dell'abate da parte dei monaci e condannò apertamente la diffusa simonia.
Risalgono agli ultimi anni della sua vita alcuni dei miracoli che gli furono attribuiti, raccontati nella Vita, scritta nell'XI secolo da un benedettino del monastero di San Giovanni Evangelista basandosi sulle testimonianze dirette di monaci che lo avevano conosciuto. Giovanni, appoggiato dal vescovo, si distinse anche per la capacità di conversione alla scelta monastica di numerosi giovani e prelati.
L'abate morì il 22 maggio di un anno che oscilla fra il 988 e il 994, probabilmente nel 990. Fu tumulato all'interno del chiostro del monastero di San Giovanni Evangelista alla presenza di Sigifredo II. Secondo la Vita il luogo di sepoltura divenne per lungo tempo teatro di eventi miracolosi.
Fu proclamato santo dalla Chiesa cattolica entro il XIV secolo e il 2 giugno del 1534 fu scelto come compatrono di Parma accanto a sant'Ilario di Poitiers.
Nel 1661 le sue spoglie furono traslate all'interno della chiesa di San Giovanni Evangelista, nella cappella a lui dedicata nel transetto destro; sull'altare si conserva ancora l'iscrizione, in latino: Corpo di san Giovanni, primo Abate di questo Monastero.